# Huawei Y8s
Huawei Y8s — смартфон, розроблений компанією Huawei, що відоситься до серії Y. Був представлений 6 травня 2020 року.

## Дизайн
Екран смартфона виконаний зі скла. Корпус виконаний з гляцевого пластику.
Знизу розміщені роз'єм microUSB, динамік, мікрофон та 3.5 мм аудіороз'єм. Зверху розташований другий мікрофон. З лівого боку розташований в залежності від версії слот під 1 або 2 SIM-картки і карту пам'яті формату microSD до 512 ГБ. З правого боку розміщені кнопки регулювання гучності та кнопка блокування смартфону. Сканер відбитків пальців знаходиться на задній панелі.
Huawei Y8s продається в чорному (Midnight Black) та зеленому (Emerald Green) кольорах.

## Технічні характеристики

### Платформа
Смартфон отримав процесор Kirin 710 та графічний процесор Mali-G51 MP4.

### Батарея
Батарея отримала об'єм 4000 мА·г.

### Камери
Смартфон отримав основну подвійну камеру 48 Мп, f/1.8 (ширококутний) + 2 Мп, f/2.4 (сенсор глибини) з фазовим автофокусом та можливістю запису відео в роздільній здатності 1080p@30fps. Також смартфон отримав подвійну фронтальну 8 Мп, f/2.0 (ширококутний) + 2 Мп, f/2.4 (сенсор глибини) з можливістю запису відео у роздільній здатності 1080p@30fps.

### Екран
Екран IPS LCD, 6.5", FullHD+ (2340 x 1080) зі щільністю пікселів 393 ppi, співвідношенням сторін 19.5:9 та вирізом під подвійну фронтальну камеру.

### Пам'ять
Смартфон продається в комплектаціях 4/64 та 4/128 ГБ.

### Програмне забезпечення
Смартфон був випущений на EMUI 9.1 на базі Android 9 Pie.